# Stefano Salvatori
Stefano Salvatori (Roma, 29 dicembre 1967 – Sydney, 31 ottobre 2017) è stato un calciatore e allenatore di calcio italiano, di ruolo centrocampista.

## Biografia
Romano, proveniente dalle giovanili della Lodigiani, fu opzionato dal Milan che lo inviò nelle serie minori per l'esordio in campionato. Debuttò in Serie A con la Fiorentina, per poi tornare al Milan per un biennio in cui si laureò campione d'Europa nel 1990. Passò quindi alla SPAL e successivamente all'Atalanta, società con la quale conquistò una promozione in Serie A. Giocò per un triennio in Scozia, negli Hearts, con i quali vinse la coppa nazionale nel 1998. Tornò in Italia per concludere la carriera nelle serie minori.
Divenuto allenatore, dopo aver diretto a Legnano e Voghera, nel dicembre 2013 si trasferì in Australia, dove ha gestito una scuola calcio dedicandosi alla crescita dei giovani calciatori nell'area di Brisbane e Sydney e dove morì il 31 ottobre 2017, a soli 49 anni dopo una malattia.

## Palmarès
- Coppa dei Campioni: 1 
Milan: 1989-90
- Coppa Intercontinentale: 1 
Milan: 1989
- Supercoppa UEFA: 1 
Milan: 1989
- Coppa di Scozia: 1 
Hearts: 1997-98